# White Sulphur Springs (West Virginia)
Die City White Sulphur Springs liegt im Greenbrier County von West Virginia, USA. Das U.S. Census Bureau hat bei der Volkszählung 2020 eine Einwohnerzahl von 2221 ermittelt.

## Lage
White Sulphur Springs liegt im Südosten von West Virginia. Es gibt dort eine gleichnamige Amtrak-Bahnstation an der Cardinal-Strecke.

## Geschichte
Die heißen Quellen begründeten seine Funktion als Badeort für die Sommermonate in der ersten Hälfte des 19. Jahrhunderts (Queen of the Watering Places).
Für die Golfgeschichte ist der Ort wichtig, weil die Familie Montague 1884 dort mit Oakhurst Links den ältesten Golfclub der USA gründete.
Im Zweiten Weltkrieg wurden dort im Hotel Greenbrier (siehe Foto) vorübergehend deutsche Diplomaten recht komfortabel interniert (Dezember 1941 – Mai 1942).
In den Jahren 1958–1961 wurde im Zuge der Erweiterung des Hotels (der so genannte West Virginia Wing) unmittelbar neben dem Luxus-Hotel ein Regierungsbunker unter strengster Geheimhaltung errichtet.

## Söhne und Töchter
- John L. Hines (1868–1968), General der U.S. Army und Chief of Staff of the Army von 1924 bis 1926
- Katherine Johnson (1918–2020), Mathematikerin